# Liste des WWE European Champions
Cette page dresse une liste chronologique des catcheurs ayant soulevé le titre de WWE European Champion (Champion européen de la WWE). Le WWE European Championship est un ancien titre de catch promu et défendu par la World Wrestling Entertainment. Le titre était créé à l'occasion d'une tournée en Allemagne, et fut décerné pour la première fois le 26 février 1997, en finale d'un tournoi visant à désigner le premier Champion européen. Ce fut The British Bulldog qui souleva la ceinture en premier, après avoir battu Owen Hart. Le titre fut abandonné une première fois en 1999 quand Shane McMahon cachait la ceinture dans sa valise et ne la défendait plus Le titre étant plus tard retrouvé par Mideon, la ceinture fut réutilisée Le titre était à nouveau abandonné le 22 juillet 2002 quand le WWE Intercontinental Champion Rob Van Dam battait le champion Européen Jeff Hardy pour unifier le titre Européen au titre Intercontinental Il y a eu un total de 27 champions reconnus pour en tout 37 règnes combinés officiels.
Le titre a été connu sous ces noms :
- WWF European Championship (février 1997-mai 2002)
- WWE European Championship (mai 2002-juillet 2002)

## Historique du titre
| #  | Champions           | Nombre de règnes | Date              | Durée              | Évènement                    | Lieu                  | Notes | Réf    |
| -- | ------------------- | ---------------- | ----------------- | ------------------ | ---------------------------- | --------------------- | --- | ------ |
| 1  | The British Bulldog | 1                | 26 février 1997   | 6 mois et 25 jours | Berlin                       | Raw is WAR            | Battit Owen Hart en finale d'un tournoi pour devenir champion. C'est le plus long règne.                                                                             | [ 7 ]  |
| 2  | Shawn Michaels      | 1                | 20 septembre 1997 | 2 mois et 21 jours | Birmingham                   | One Night Only        | Détint le championnat du monde poids lourds de la WWF en même temps.                                                                                                 | [ 8 ]  |
| 3  | Triple H            | 1                | 11 décembre 1997  | 1 mois et 9 jours  | Lowell (Massachusetts)       | Raw is WAR            | Diffusé le 22 décembre. | [ 9 ]  |
| 4  | Owen Hart           | 1                | 20 janvier 1998   | 1 mois et 24 jours | Davis (Californie)           | Raw is WAR            | Bat Goldust alors déguisé en Triple H. Sgt. Slaughter remet le titre à Hart considérant Goldust comme un remplaçant de Triple H. Épisode diffusé le 26 janvier 1998. | [ 10 ] |
| 5  | Triple H            | 2                | 16 mars 1998      | 3 mois et 28 jours | Phoenix (Arizona)            | Raw is WAR            | | [ 11 ] |
| 6  | D'Lo Brown          | 1                | 14 juillet 1998   | 2 mois et 1 jour   | Binghamton (New York)        | Raw is WAR            | Diffusé le 20 juillet 1998 | [ 12 ] |
| 7  | X-Pac               | 1                | 15 septembre 1998 | 14 jours           | Sacramento (Californe)       | Raw is WAR            | Diffusé le 21 septembre 1998 | [ 13 ] |
| 8  | D'Lo Brown          | 2                | 29 septembre 1998 | 19 jours           | East Lansing (Michigan)      | Raw is WAR            | Diffusé le 5 octobre 1998 | [ 14 ] |
| 9  | X-Pac               | 2                | 18 octobre 1998   | 3 mois et 28 jours | Chicago (Illinois)           | WWF Judgment Day 1998 | | [ 15 ] |
| 10 | Shane McMahon       | 1                | 15 février 1999   | 1 mois et 15 jours | Birmingham (Alabama)         | Raw is WAR            | Battit X-Pac et Triple H dans un match par équipe avec Kane. | [ 16 ] |
| -  | Vacant              | 1                | 30 mars 1999      | 2 mois et 22 jours | Uniondale (New York)         | Sunday Night Heat     | McMahon décide de prendre sa retraite en tant que catcheur. | [ 17 ] |
| 11 | Mideon              | 1                | 21 juin 1999      | 1 mois et 4 jours  | Memphis (Tennessee)          | Raw is WAR            | Mideon trouve la ceinture dans le sac de voyage de McMahon, et la prend.                                                                                             | [ 17 ] |
| 12 | D'Lo Brown          | 3                | 25 juillet 1999   | 28 jours           | Buffalo (New York)           | Fully Loaded          | Également champion intercontinental régnant à l'époque. | [ 18 ] |
| 13 | Jeff Jarrett        | 1                | 22 août 1999      | 1 jour             | Minneapolis (Minnesota)      | SummerSlam (1999)     | Le match était pour les deux ceintures alors détenues par Brown. | [ 19 ] |
| 14 | Mark Henry          | 1                | 23 août 1999      | 1 mois et 3 jours  | Ames (Iowa)                  | Raw is WAR            | Jarrett a remis le titre à Henry en tant que cadeau pour l'avoir aidé à battre D'Lo Brown à SummerSlam 1999                                                          |        |
| 15 | D'Lo Brown          | 4                | 26 septembre 1999 | 1 mois             | Charlotte (Caroline du Nord) | Unforgiven 1999       | |        |
| 16 | The British Bulldog | 2                | 26 octobre 1999   | 1 mois et 16 jours | Springfield (Massachusetts)  | SmackDown!            | Épisode diffusé le 28 octobre 1999 |        |
| 17 | Val Venis           | 1                | 12 décembre 1999  | 1 mois et 27 jours | Sunrise (Floride)            | Armageddon            | Dans un Triple Threat match, impliquant aussi D'Lo Brown |        |
| 18 | Kurt Angle          | 1                | 8 février 2000    | 1 mois et 25 jours | Austin (Texas)               | SmackDown!            | Également champion Intercontinental. Épisode diffusé le 10 février 2000.                                                                                             |        |
| 19 | Chris Jericho       | 1                | 2 avril 2000      | 1 jour             | Anaheim (Californie)         | WrestleMania 2000     | Dans un Triple Threat match avec Chris Benoit |        |
| 20 | Eddie Guerrero      | 1                | 3 avril 2000      | 3 mois et 20 jours | Los Angeles (Californie)     | Raw is WAR            | |        |
| 21 | Perry Saturn        | 1                | 23 juillet 2000   | 1 mois et 6 jours  | Dallas (Texas)               | Fully Loaded          | |        |
| 22 | Al Snow             | 1                | 29 août 2000      | 1 mois et 17 jours | Fayetteville                 | SmackDown!            | Épisode diffusé le 31 août 2000 |        |
| 23 | William Regal       | 1                | 16 octobre 2000   | 1 mois et 16 jours | Détroit (Michigan)           | Raw is WAR            | |        |
| 24 | Crash Holly         | 1                | 2 décembre 2000   | 2 jours            | Sheffield                    | Rebellion             | |        |
| 25 | William Regal       | 2                | 4 décembre 2000   | 1 mois et 18 jours | East Rutherford (New Jersey) | Raw is WAR            | |        |
| 26 | Test                | 1                | 22 janvier 2001   | 2 mois et 10 jours | Lafayette (Louisiane)        | Raw is WAR            | |        |
| 27 | Eddie Guerrero      | 2                | 1er avril 2001    | 23 jours           | Houston (Texas)              | WrestleMania X-Seven  | |        |
| 28 | Matt Hardy          | 1                | 24 avril 2001     | 4 mois et 3 jours  | Denver (Colorado)            | SmackDown!            | Épisode diffusé le 26 avril 2001 |        |
| 29 | The Hurricane       | 1                | 27 août 2001      | 1 mois et 25 jours | Grand Rapids (Michigan)      | Raw is WAR            | |        |
| 30 | Bradshaw            | 1                | 22 octobre 2001   | 8 jours            | Kansas City (Missouri)       | RAW                   | |        |
| 31 | Christian           | 1                | 30 octobre 2001   | 2 mois et 30 jours | Cincinnati (Ohio)            | SmackDown!            | Épisode diffusé le 1er novembre 2001 |        |
| 32 | Diamond Dallas Page | 1                | 29 janvier 2002   | 1 mois et 18 jours | Norfolk (Virginie)           | SmackDown!            | Épisode diffusé le 31 janvier 2002 |        |
| 33 | William Regal       | 3                | 19 mars 2002      | 20 jours           | Ottawa                       | SmackDown!            | Épisode diffusé le 21 mars 2002 |        |
| 34 | Spike Dudley        | 1                | 8 avril 2002      | 28 jours           | Phoenix (Arizona)            | RAW                   | Titre renommé WWE European Championship le 5 mai 2002 |        |
| 35 | William Regal       | 4                | 6 mai 2002        | 2 mois et 2 jours  | Hartford (Connecticut)       | RAW                   | |        |
| 36 | Jeff Hardy          | 1                | 8 juillet 2002    | 14 jours           | Philadelphie (Pennsylvanie)  | RAW                   | |        |
| 37 | Rob Van Dam         | 1                | 22 juillet 2002   | moins d’un jour    | Grand Rapids (Michigan)      | RAW                   | |        |
| -  | Titre retiré        | -                | 22 juillet 2002   | -                  | Grand Rapids (Michigan)      | RAW                   | Titre unifié au WWE Intercontinental Championship. |        |

## Liste des règnes combinés
| Rang | Catcheur            | Nombre de règnes | Jours combinés |
| ---- | ------------------- | ---------------- | -------------- |
| 1.   | The British Bulldog | 2                | 253            |
| 2.   | William Regal       | 4                | 175            |
| 3.   | Triple H            | 2                | 160            |
| 4.   | D'Lo Brown          | 4                | 137            |
| 5.   | Eddie Guerrero      | 2                | 134            |
| 5.   | X-Pac               | 2                | 134            |
| 7.   | Matt Hardy          | 1                | 125            |
| 8.   | Christian           | 1                | 91             |
| 9.   | Shawn Michaels      | 1                | 82             |
| 10.  | Test                | 1                | 69             |
| 11.  | Val Venis           | 1                | 58             |
| 12.  | The Hurricane       | 1                | 56             |
| 13.  | Owen Hart           | 1                | 55             |
| 14.  | Kurt Angle          | 1                | 54             |
| 15.  | Diamond Dallas Page | 1                | 49             |
| 16.  | Al Snow             | 1                | 48             |
| 17.  | Shane McMahon       | 1                | 43             |
| 18.  | Perry Saturn        | 1                | 37             |
| 19.  | Mideon              | 1                | 34             |
| 19.  | Mark Henry          | 1                | 34             |
| 20.  | Spike Dudley        | 1                | 28             |
| 21.  | Jeff Hardy          | 1                | 14             |
| 22.  | Bradshaw            | 1                | 8              |
| 23.  | Crash Holly         | 1                | 2              |
| 24.  | Chris Jericho       | 1                | 1              |
| 24.  | Jeff Jarrett        | 1                | 1              |
| 26.  | Rob Van Dam         | 1                | 0              |

## Statistiques
| Record                     | Détenteur du record        | Chiffre du record | Notes |
| -------------------------- | -------------------------- | ----------------- | --- |
| Plus grand nombre de règne | D'Lo Brown & William Regal | 4                 | D'Lo Brown a remporté le titre 2 fois en 1998 et 2 fois en 1999. William Regal a remporté le titre 2 fois en 2000 et 2 fois en 2002 |
| Règne le plus long         | The British Bulldog        | 206 jours         | The Bulldog devenait le premier champion Européen en battant Owen Hart dans la finale du tournoi le 26 février 1997. Il garde le titre jusqu'au 20 septembre 1997, avant de perdre face à Shawn Michaels.                                          |
| Règne le plus court        | Rob Van Dam                | 0 jour            | Van Dam battait Jeff Hardy le 22 juillet 2002 dans un Ladder Match, pour unifier l'European et Intercontinental Championship. Ceci veut dire concrètement que le règne de Van Dam en tant que champion s'arrêtait aussitôt qu'il gagnait le titre. |
| Champion le plus vieux     | Diamond Dallas Page        | 45 ans            | DDP remportait le titre de Christian le 29 janvier 2002. |
| Champion le plus jeune     | Jeff Hardy                 | 24 ans            | Il l'a remporté face à William Regal le 8 juillet 2002. |
| Champion le plus lourd     | Mark Henry                 | 380 lb (170 kg)   | |
| Champion le plus léger     | Spike Dudley               | 135 lb (61 kg)    | Dudley remportait le titre de William Regal le 8 avril 2002. |

## Sources et références
1. ↑  (en) « The British Bulldog's first reign », WWE.com (consulté le 2 août 7)
2. ↑  (en) « History of the European Championship », WWE.com (consulté le 2 août 7)
3. ↑  (en) « Shane McMahon's first reign », WWE.com (consulté le 2 août 7)
4. ↑  (en) « Mideon's first reign », WWE.com (consulté le 2 août 7)
5. ↑  (en) « Jeff Hardy's first reign », WWE.com (consulté le 2 août 7)
6. ↑  (en) « European Heavyweight Title », Wrestling-titles.com (consulté le 7 août 202)
7. ↑  (en) Scott Keith, « The SmarK 24/7 Rant for The Monday Night Wars – March 3 1997 », sur Inside Pulse, 24 août 2007 (consulté le 17 novembre 2016)
8. ↑  (en) Scott Keith, « The SmarK Retro Rant For WWF One Night Only », sur 411mania, 24 novembre 2001 (consulté le 21 septembre 2017)
9. ↑  (en) Matt Peddycord, « WWF RAW 12/22/1997 », sur Wrestling Recaps (consulté le 25 octobre 2017)
10. ↑  (en) « WWF RAW 1/26/1998 », sur Wrestling Recpas (consulté le 25 octobre 2017)
11. ↑  (en) « WWF RAW 3/17/1998 », sur Wrestling Recaps (consulté le 25 octobre 2017)
12. ↑  (en) Kevin Kindelberger, « WWF RAW 7/20/1998 », sur Wrestling Recpas (consulté le 26 octobre 2017)
13. ↑  (en) Kevin Kindelberger, « WWF RAW 9/21/1998 », sur Wrestling Recpas (consulté le 27 octobre 2017)
14. ↑  (en) Kevin Kindelberger, « WWF RAW 10/5/1998 », sur Wrestling Recpas (consulté le 27 octobre 2017)
15. ↑  (en) Scott Keith, « The SmarK Retro Repost – Judgment Day 1998 », sur Inside Pulse, 27 juillet 2002 (consulté le 27 octobre 2017)
16. ↑  (en) « What the World Was Watching: Monday Night Raw – February 15, 1999 », sur Scott Keith Blog of Doom, 21 juin 2016 (consulté le 12 janvier 2018)
17. 1 2  (en) Kyle Schadler, « Abandoned: The History of the WWE European Championship, Plus a Bonus Title », sur Bleacher Report, 9 novembre 2011 (consulté le 12 janvier 2018)
18. ↑  (en) Scott Keith, « The SmarK Retro Repost – Fully Loaded 1999 », sur 411mania, 25 juillet 2002 (consulté le 15 janvier 2018)
19. ↑  (en) Dylan Diot, « From The Network – WWF SummerSlam 1999 », sur 411mania, 12 novembre 2014 (consulté le 15 janvier 2018)